# Antoni Blank
Jan Antoni Blank (ur. 6 maja 1785 w Olsztynie, zm. 20 lutego 1844 w Warszawie) – polski malarz historyczny, reprezentant warszawskiego klasycyzmu, portrecista. By podkreślić swoje polskie pochodzenie posługiwał się dwuczłonowym nazwiskiem, podpisując się często Jan Antoni Blank-Białecki.

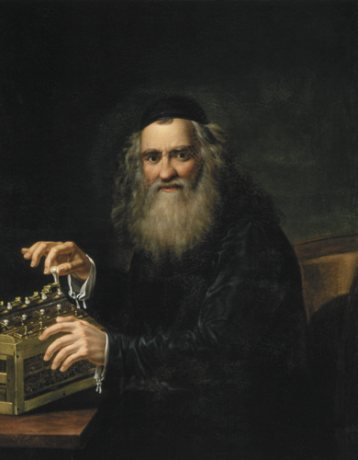
Portret Abrahama Sterna, 1823

## Życiorys
Urodził się w rodzinie rzemieślniczej. Wcześnie osierocony, wychowywał się w rodzinie poczmistrza Kobera. Jako piętnastolatek rozpoczął naukę w Warszawie u Józefa Kosińskiego. W Warszawie przebywał do 1809.
W 1809 wyjechał do Drezna, gdzie studiował pod kierunkiem austriackiego malarza Józefa Grassiego. Tam też poznał swoją przyszłą żonę Amelię, córkę inspektora Galerii Drezdeńskiej Augusta Josepha Pechwella. Po powrocie do Warszawy w 1815 został konserwatorem odlewów gipsowych i nauczycielem rysunku na Wydziale Sztuk Pięknych Uniwersytetu Warszawskiego. Od 1819 profesor tej uczelni. Wykształcił: Rafała Hadziewicza, Jana Feliksa Piwarskiego, Antoniego Brodowskiego, Januarego Suchodolskiego.
Po zlikwidowaniu w 1831 Uniwersytetu Warszawskiego ponownie zajął się pracami konserwatorskimi oraz udzielał lekcji prywatnych.
Jest autorem portretów, także miniaturowych. Jego portrety przedstawiają: dygnitarzy, arystokratów, mieszczan oraz władców. W swych portretach nawiązywał do niemieckiego biedermeieru. Tworzył obrazy o tematyce mitologicznej, religijnej oraz malowidła plafonowe.
Wraz ze swymi uczniami wykonał obrazy dla kościołów warmińskich: w Reszlu, gdzie wykonał ołtarz Świętej Katarzyny (1821) oraz w kościele Świętego Jakuba w Olsztynie, któremu podarował obraz Matka Boska Bolesna.
Był organizatorem wystaw w Nieborowie i Królikarni. Zmarł 20 lutego 1844 r. w Warszawie. Został pochowany na cmentarzu Powązkowskim (kwatera 8-6-2).

## Wybrane dzieła
- Autoportret z żoną i córkami (1825)
- Edyp w Kolonos[4]
- Piotr i Paweł (1821, w kościele w Reszlu)
- Portret Abrahama Sterna (1823) (portret typowy dla przedstawień tego czasu, wzorowanych na wizerunkach Rembrandta)
- Portret pułkownika Teodora Jana Kobylańskiego (1830).
- Portret Stanisława Kostki Potockiego

## Literatura dodatkowa
- Tadeusz Janiszewski: Blank Antoni. W: Polski Słownik Biograficzny. T. 2: Beyzym Jan – Brownsford Marja. Kraków: Polska Akademia Umiejętności – Skład Główny w Księgarniach Gebethnera i Wolffa, 1936, s. 118. Reprint: Zakład Narodowy im. Ossolińskich, Kraków 1989, ISBN 83-04-03291-0.